# U
A latin ábécé 21., a magyar ábécé 35. betűje. Számítógépes használatban az ASCII kódjai: nagybetű – 85, kisbetű – 117.

## Jelentései

### Biokémia
- U: a RNS egyik bázisának, az uracilnak a jele

### Fizika
- U: az elektromos potenciál jele
- U: az atomi tömegegység jele
- U: az elektromos feszültség jele
- U: a hőátbocsátási tényező (W/m2K) jele, korábbi jelölése k

### Kémia
- U: az urán vegyjele

### Közgazdaságtan
- U: a hasznosság és a hasznossági függvények jele

### Matematika,geometria
- U: alaphalmaz
- U: síkidomok kerületének jele, másik jelölése: K

### Egyéb
- う (u), japán kana